# Эндрюс, Гарри
Гарри Стюарт Флитвуд Эндрюс (англ. Harry Stewart Fleetwood Andrews; 10 ноября 1911, Тонбридж, Кент — 6 марта 1989, Сейлхерст, Восточный Суссекс) — британский актёр, командор Ордена Британской империи, известный своими ролями офицеров. Дебютировал в кино в 1953 году в фильме режиссёра Теренса Янга «Красный берет». За роль майора Уилсона в фильме «Холм» удостоен в 1965 году национальной премии лучшего киноактёра второго плана и номинирован в 1966 году на премию BAFTA.
В 1976 году сыграл роль Дуба в советско-американском фильме-сказке Джорджа Кьюкора «Синяя птица».
Эндрюс был открытым гомосексуалом. Его партнёром на протяжении свыше трёх десятилетий являлся коллега Бэзил Хоскинс, рядом с которым он  похоронен на кладбище церкви Святой Девы Марии в Сейлхерсте.

## Избранная фильмография
| Год       |    | Русское название       | Оригинальное название  | Роль                               |
| --------- | -- | ---------------------- | ---------------------- | ---------------------------------- |
| 1956      | ф  | Александр Великий      | Alexander the Great    | Дарий III                          |
| 1956      | ф  | Елена Троянская        | Helen of Troy          | Гектор                             |
| 1961      | ф  | Варавва                | Barabba                | Пётр                               |
| 1964      | ф  | Эскадрилья 633         | 633 Squadron           | вице-маршал авиации Дэвис          |
| 1965      | ф  | Холм                   | The Hill               | старшина полка Уилсон              |
| 1966      | ф  | Модести Блейз          | Modesty Blaise         | сэр Джеральд Таррант               |
| 1968      | ф  | Чайка                  | The Sea Gull           | Сорин, брат Аркадиной              |
| 1971      | ф  | Бёрк и Хэр             | Burke & Hare           | доктор Нокс                        |
| 1971      | ф  | Николай и Александра   | Nicholas and Alexandra | великий князь Николай Николаевич   |
| 1972      | ф  | Правящий класс         | The Ruling Class       | Ральф Гурней, 13-й граф Гурней     |
| 1972      | ф  | Человек из Ла-Манчи    | Man of La Mancha       | губернатор                         |
| 1973      | ф  | Человек-макинтош       | The MacKintosh Man     | Макинтош                           |
| 1977      | ф  | Эквус                  | Equus                  | Гарри Долтон                       |
| 1978      | мф | Опаснейшее путешествие | Watership Down         | Вундворт                           |
| 1979      | ф  | Спасите «Титаник»      | S.O.S. Titanic         | Эдвард Джон Смит                   |
| 1985—1986 | с  | Династия               | Dynasty                | Томас «Том» Фитцсиммонс Кэррингтон |
| 1986      | ф  | Шок                    | Mesmerized             | Оливер Томпсон                     |
| 1988      | тф | Джек-потрошитель       | Jack the Ripper        | коронер Уинн Бакстер               |